# リング (1927年の映画)
『リング』（The Ring）は、アルフレッド・ヒッチコック監督による1927年に公開された映画である。

## あらすじ
遊園地の興業で無敵を誇るボクサー、通称ワン・ラウンド・ジャック（ジャック・サンダー）にはネリーという恋人がいた。そこに新人のボブ・コービーという男があらわれ、ワン・ラウンドで倒れなかった褒賞金でネリーにブレスレットをプレゼントする。ジャックとボブはヘビー級タイトル戦で勝負する。

## スタッフ
- 監督: アルフレッド・ヒッチコック
- 助監督: フランク・ミルズ
- 製作: ジョン・マックスウェル
- 脚本: アルマ・レヴィル
- 原案: アルフレッド・ヒッチコック
- 撮影: ジョン・J・コックス
- 美術: C・ウィルフレッド・アーノルド

## キャスト
- カール・ブリッソン: ジャック・サンダー（ワン・ラウンド・ジャック）
- リリアン・ホール＝デイヴィス: ネリー
- イアン・ハンター: ボブ・コービー
- フォレスター・ハーヴェイ: ハリー
- ハリー・テリー
- ゴードン・ハーカー
- ビリー・ウェルズ